# Рочевниця
Рочевниця (словен. Ročevnica) — поселення в общині Тржич, Горенський регіон, Словенія. Висота над рівнем моря: 537,7 м.